# Aon plc
Aon plc er en britisk multinational virksomhed indenfor forsikring- og konsulentvirksomhed. Aon er den førende virksomhed indenfor denne branche. Aon havde i 2011 en årlig omsætning på over 11 milliarder dollar. Aon betjener virksomheder verden over, og deres overvejende fokus er på Risk & Human Capital.

## Historie
Aon var amerikansk indtil marts 2012, hvor Aons aktionærer besluttede via en afstemning at flytte selskabet og dets hovedkvarter fra Chicago, Illinois til London. Flytningen blev officielt afsluttet i begyndelsen af april samme år.